# 20-я истребительно-противотанковая артиллерийская бригада (2-го формирования)
Не следует путать с 20-й истребительно-противотанковой артиллерийской бригадой 1-го формирования
20-я отдельная истребительно-противотанковая артиллерийская Сталинградско-Речицкая Краснознамённая орденов Суворова и Кутузова бригада Резерва Главного Командования — воинское формирование РККА, принимавшее участие в Великой Отечественной войне.
Войсковая часть полевая почта (В/Ч ПП) № 24440 и № 74091.
Сокращённое наименование — 20-я оиптабр РГК.

## История формирования
Бригада формировалась как 20-я истребительная бригада, с 24 апреля по 12 июля 1942 года в станице Белореченская Краснодарского края, в соответствии с постановлением ГОКО № 1607сс от 16 апреля 1942 года «Об организационном и штатном составе и вооружении истребительных бригад» и согласно приказу войскам Северо-Кавказского военного округа № 00141 от 24 апреля 1942 года.
20-я истребительная бригада формировалась по штатам № 04/270-04/276, в составе:
- управление бригады (со взводом связи и мотоциклетным взводом — разведчики);
- два отдельных противотанковых батальона (по 72 ПТР в каждом);
- противотанковый полк (четыре батареи 76-мм пушек ЗИС-3, три батареи 45-мм пушек, одна батарея 37-мм зенитных пушек;
- отдельный инженерно-минный батальон;
- отдельная рота автоматчиков (100 человек);
- отдельный миномётный дивизион (8 миномётов — 82-мм, 4 миномёта — 120-мм).

Всего истребительная бригада имела 1795 человек: 453 пистолета-пулемёта, 10 ручных пулеметов, 144 ПТ Ружей, 4 зенитные пушки 37 мм, 12 пт пушек 45 мм, 16 пт пушек 76 мм ЗИС-3, 8 миномётов 82 мм, 4 миномёта 120 мм, 193 автомашины и 22 мотоцикла.
12 июля 1942 года был получен приказ Войскам Северо-Кавказского Военного округа за № 00297 об отправке бригады в новое место дислокации — город Сталинград, район хуторов Бабуркин, Новоалексеевский.
Согласно секретному приказу НКО СССР от 01.07.1942 № 0528, в целях выделения противотанковых частей из других видов артиллерии бригада 23.12.1942 г. была переименована в 20-ю истребительно-противотанковую артиллерийскую бригаду РГК (до этого истребительные бригады относились к общевойсковым соединениям).
После завершения Сталинградской битвы, с 05.02.1943 по 03.05.1943 года, бригада была выведена в Резерв Ставки Верховного Главнокомандования и включена в Сталинградскую группу войск, дислоцировалась на северо-восточной окраине г. Сталинград (Дар-гора, депо), а затем была направлена в Московский военный округ под город Коломна для переформирования.
Прибыв на станцию Голутвино бригада сосредоточилась, лес Карасёвский, и поступила в распоряжение Командующего Коломенским учебным артиллерийским лагерем и начала переформирование в 20-ю отдельную истребительно-противотанковую артиллерийскую бригаду РГК, по штатам № 08/530-08/533, которые были утверждены 08.06.1943 г. (переформирование согласно совершенно секретному приказу НКО СССР от 10.04.1943 г. № 0063) в следующем составе: управление бригады, 38 — й иптап (сформирован из артиллерийского полка бригады) — дивизионные пушки 76 мм ЗИС-3 образца 1942 г., 206 — й иптап (сформирован на базе 6, 7 батарей артиллерийского полка бригады) — пушки 57 мм ЗИС-2 образца 1943 г. (вместо пушек 45 мм по штату), 1184 -й иптап (был включён в состав 20-й оиптабр со своим наименованием, прибыл то же из г. Сталинград) — дивизионные пушки 76 мм ЗИС-3 образца 1942 г., артиллерийский парк. Все иптапы имели боевой опыт и пяти батарейный состав, по четыре орудия в батарее. Всего бригада имела 1215 человек личного состава.
Бригада прошла обучение по четырёхнедельной программе боевой подготовки и 09.07.1943 г. и согласно совершенно секретному приказу Ставки Верховного Главнокомандования № 00253 убыла на Центральный фронт.
С 01.12.1943 г. истребительно-противотанковые артиллерийские бригады, по мере вывода их с фронта на доукомплектование, начали переводиться на новые штаты, утверждённые 12.12.1943 г., по этим штатам бригада стала иметь с 06.03.1944 г. 1506 человек личного состава.
Согласно совершенно секретному приказу Ставки Верховного Главнокомандования от 07.05.1944 г. № 0050 необходимо было перевооружить один полк в ИПТАП c пушками 100 мм БС-3.
06.12.1944 г. бригада получила новые штаты формирования частей и подразделений иптабр: № 08/535, № 08/896, № 08/897, № 08/898, согласно этим штатам два полка бригады усилились одной батареей, и стали шести батарейного состава: 38, 1184 иптап — 6 батарей дивизионных пушек 76 мм ЗИС-3 образца 1942 г., а в 206 иптап пушки 57 мм заменялись на — 4 батареи полевых пушек 100 мм БС-3 образца 1944 г.-16 штук.
На основании директивы Ставки ВГК от 29.05.45 г., после расформирования 1-го Белорусского фронта и его реорганизации в Группу советских оккупационных войск в Германии бригада вошла в состав оккупационных войск, главнокомандующим был назначен маршал Жуков Г. К.
20-я оиптабр дислоцировалась в г. Фельтен (Velten) и в сельском округе, подчинённом амту, Беренклау (Bärenklau), коммуна — амт Оберкремер (amtsfreie Oberkrämer), район Верхний Хафель (Oberhavel), земля Бранденбург (Brandenburg), общине Айхе (Eiche), пригород г. Потсдам (свободный город Потсдам (Kreisfreie Stadt Potsdam), земля Бранденбург.

## Участие в боевых действиях
Период вхождения в действующую армию как 20-я истребительная бригада: 18 июля 1942 года — 6 февраля 1943 года.
В Сталинградской битве, составными частями которой были операции «Уран» и «Кольцо» с 18.07.42 по 06.02.43 года:
с 06.08 по 09.08.42 г. — вела оборонительные бои в районах: деревня Абганерово, станция Абганерово, Зеты, станция Тингута, станция Тундутово, совхоз имени Юркина;
с 10.08 по 30.08.42 г. — разъезд 74-й км, ст. Тингута;
с 31.08. по 08.09.42 г. — Песчанка, Воропоново, Верх. Ельшанка;
с 14.09.42 г. — переформирование в районе Красного Буксира;
с 01.10. по 30.10.42 г. — вела позиционные бои;
с 31.10. по 20.11.42 г. — в непосредственное соприкосновение с противником не вступала;
с 13.12. по 27.12.42 г. — станица Громославка — посёлок Верхне-Кумский;
с 01.01. по 12.01.43 г. — вела позиционные бои;
с 17.01. по 01.02.43 г. — участвовала в уличных боях за г. Сталинград;
с 05.02.1943 г. по 03.05.1943 г.- в Сталинградской группе войск.
Период вхождения в действующую армию как 20-я отдельная истребительно-противотанковая артиллерийская бригада: 11 июля 1943 года — 9 мая 1945 года.
В Кромско-Орловской фронтовой наступательной операции Центрального фронта (15.07. — 12.08.43 г.), которая была частью Орловской стратегической наступательной операции (операция «Кутузов», 12.07.43 — 18.08.1943 г.). Орловская операция была составной частью Курской битвы:
— освобождении десятков населённых пунктов — Кромы, 06.08.1943 г.
В Черниговско-Припятской фронтовой наступательной операции Центрального фронта (первый этап битвы за Днепр), которая была частью Черниговско-Полтавской стратегической наступательной операции, 26.08 −30.09.1943 г.:
— освобождении г. Новгород-Северский (Черниговская область УССР) и г. Новозыбков (Брянская область РСФСР).
В Гомельско-Речицкой наступательной операции Белорусского фронта, 10.11 — 30.11.1943 г.:
— освобождении п. г. т. Озаричи (Полеская область БССР) — г. Речица (Гомельская область БССР).
В Калинковичско — Мозырской наступательной операции Белорусского фронта, 08.01 — 08.02.1944 г.:
— освобождении г. Калинковичи (Мозырская область БССР).
В Белорусской стратегической наступательной операции (операция «Багратион», 5-й Сталинский удар), 23.06.44 — 29.08.44 г., частями которой были:
— освобождении г. Ковель, 06.07.1944 г.;
— в Люблин-Брестской фронтовой наступательной операция 1 Белорусского фронта, 18.07 — 02.08.1944 г.:
— в прорыве укрепрайона западнее Ковеля с выходом к реке Западный Буг и освобождении восточных районов Польши:
— Парчев — м. Смидинь — ж.с. Мацеюв (Волынская область УССР) — Влодаву — с. Шустка — станция Мендзыжец — Подлеский — г. Луков (Люблинское воеводство Польша) — г. Седлец — г. Миньск -Мазовецки (Мазовецкое воеводство Польша).
В боевых действиях 1 Белорусского фронта по удержанию и расширению захваченных на р. Висла плацдармов:
— в овладении крепостью Прага с районами Грохув II, Камёнек, Таргувок, Витолин (предместье Варшавы), с 10.09.1944 по 14.09.1944 г. и боях за пригород Варшавы — Бялоленка Варшавского воеводства и Томашув — Любельски, 19.09.1944 — 03.10.1944 г.
В Сероцкой наступательной операции 1 Белорусского фронта:
— в боевых действиях по удержанию и расширению Наревского плацдарма (Польша), 04.10. 1944 г. — 27.10.1944 г., плацдармы у г. Пултуск и Сероцк, с. Дзерженин, с. Тшепово.
В Висло-Одерской стратегической наступательной операции, частью которой была Варшавско-Познанская наступательная операция 1 Белорусского фронта, 14.01.1945 — 03.02.1945 г.:
— в освобождении городов Пулавы, Лодзь, Гостынин, Томашув, Кутно, Ленчица.
Во фронтовой операции 1 Белорусского фронта:
— в боевых действиях по удержанию и расширению плацдармов на западном берегу р. Одер в районе южнее г. Фюрстенберг, 02.02.1945 — 16.02.1945 г.
В Восточно-Померанской стратегической наступательной операции, в рамках которой проводилась Альтдаммская фронтовая наступательная операция 1 Белорусского фронта:
— в овладении городом Грайфенхаген, 20.03.1945 г.
Во фронтовой операции 1 Белорусского фронта:
— в боевых действиях по подготовке Берлинской стратегической наступательной операции на Кюстринском плацдарме, 10.04.1945 — 15.04.1945 г.: — участвует в разведке боем и артиллерийском наступлении.
В Берлинской стратегической наступательной операции, в рамках которой проводилась Зеловско-Берлинская фронтовая наступательная операция (Сражение за Зееловские высоты, 16.04.1945-19.04.1945), 16.04.1945 — 08.05.1945 г.:
— во взятии н. п. Лечин — Гузов — Кинвендер — Нойтреббин — Катариненхоф — Коппель — Нойфридланд — Готтесгабе — фл. Хенхорн — г. Бернау — г. Альт Ландсберг — Рюдниц — Шёнов — Шёнфлисс — Штольпе — Фронау — г. Хеннигсдорф — г. Фельтен — Бетцов — г. Науэн — Бредов — Вансдорф — г. Марквардт — Недлиц — Грубе — Борним — Гольм — Айхе — г. Потсдам — Шарлоттенбург — парк Тиргартен — ж. д. станция Савиньи — комплекс зданий Военно — морского училища — Шпандау (районы и пригороды г. Берлин).
4-я батарея 206-го иптап 20-й оиптабр, с марша, в 23.00 20.04.1945 года обстреляла пятью залпами центр г. Берлин.
Боевой эпизод боев в г. Берлин 206-го истребительно-противотанкового артиллерийского Калинковичского полка 20-й оиптабр:
« В течение дня 1 мая 1945 года полком была проведена рекогносцировка местности в городе Берлин по улице Берлинер Штрассе, севернее здания Военно-Морского Училища.
Полку была поставлена задача — сломить сопротивление большого гарнизона противника, засевшего в зданиях Военно-Морского Училища, которые в основном являлись последним мощным опорным пунктом Берлина. В 17.00 1 мая 1945 года полк выступил из района сосредоточения и в 18.00 2-й, 3-й и 4-й батареями под ураганным огнем противника, преодолевая баррикады, занял боевой порядок. Орудия были выдвинуты к зданиям, где находился гарнизон противника, на 100—150 метров (1-я батарея и по 2 орудия от 2-й и 4-й батарей были сосредоточены юго-восточнее дворец 1 км — составляли резерв командира полка). С выдвижением орудий к зданиям полк вел огонь по стенам и подвалам, где проявляли себя огневые точки противника. Все 6 орудий вели огонь до 20.00 1 мая 1945 г. Большую роль также сыграли бронетранспортеры, с которых шофера вели огонь по снайперам и на подавление огневых точек при выдвижении орудий на прямую наводку. В 2-х часовом бою упорное сопротивление противника было сломлено. Закопанные в землю танки и самоходные орудия были сожжены, а корпуса зданий были разбиты. По уточненным данным, и из показаний взятых 6 пленных, полком было уничтожено: танков — 3, самоходных орудий — 4, пулеметов — 17, немецких солдат и офицеров до 600, разбито орудий — 6, минометов — 10…» (100 мм орудия БС — 3 образца 1944 г.).

## Состав
- Управление бригады
- 38-й истребительно-противотанковый артиллерийский Коломенский Краснознамённый полк (сформирован из противотанкового артиллерийского полка 20-й отдельной истребительной бригады), полевая почта № 70438
- 206-й истребительно-противотанковый артиллерийский Калинковичский полк (сформирован на базе 6-й и 7-й батарей противотанкового артиллерийского полка 20-й отдельной истребительной бригады), полевая почта № 79473
- 1184-й истребительно-противотанковый артиллерийский Новозыбковский Краснознаменный ордена Суворова III степени полк (первое формирование 01.04.42 г. — 05.2.43 г.), в составе бригады с 11.07.1943 г., полевая почта № 57384[1][9]
- Артиллерийский парк

## Командование

### Командующие бригадой
- Горбачёв Зот Кузьмич (13.05.1942 — 09.1942 г.), подполковник.
- Желамский Пётр Семёнович (09.1942 — 01.1944 г.), майор, подполковник, полковник.
- Копелев Арон Исаакович (01.1944 г. — 09.05.1945 г.), подполковник, полковник[10].

### Начальники штаба
- Чеховской Василий Иванович (26.04.1942 — 01.05.1943), майор.
- Голышев Михаил Тимофеевич (01.05.1943 — 01.1944), майор, подполковник, полковник.
- Смирнов Александр Иванович (01.1944 — 07.02.1944), майор.
- Бахтияров Григорий Максимович (07.02.1944 — 09.05.1945), майор, подполковник.

### Начальники политотдела
- Кизивадзе Палади Павлович (24.04.1942 — 8.09.1942), Старший батальонный комиссар, военный комиссар.
- Бубнов Василий Михайлович (09.10.1942 — 02.11.1944), батальонный комиссар, подполковник, полковник.
- Рыбакин Мефодий Антонович (02.11.44 — 22.01.1945), майор, подполковник.
- Горбунов Иван Степанович (09.02.45- 09.05.1945), гвардии подполковник.

## Отличившиеся воины
845 рядовых, сержантов и офицеров бригады были награждены Правительственными орденами и медалями, а семь воинов были удостоены высокого звания Герой Советского Союза.
| Награда | Ф. И.О                           | Должность                                                                                           | Звание                    | Дата награждения | Примечания                                       |
| ------- | -------------------------------- | --------------------------------------------------------------------------------------------------- | ------------------------- | ---------------- | ------------------------------------------------ |
|         | Аноприенко Михаил Григорьевич    | командир 2-й батареи 206-го истребительно-противотанкового артиллерийского полка                    | Капитан                   | 31.05.1945       |                                                  |
|         | Иванилов Владимир Семёнович      | командир орудия 2-й батареи 1184-го истребительно-противотанкового артиллерийского полка            | Старшина                  | 21.02.1945       | Погиб в бою севернее Варшавы 6 октября 1944 года |
|         | Коньков Фёдор Герасимович        | наводчик орудия 5-й батареи 1184-го истребительно-противотанкового артиллерийского полка            | Старший сержант           | 21.02.1945       |                                                  |
|         | Курасанов Пётр Семёнович         | заместитель командира 206-го истребительно-противотанкового артиллерийского полка по строевой части | Майор                     | 31.05.1945       |                                                  |
|         | Назаров Константин Александрович | командир 2-й батареи 1184-го истребительно-противотанкового артиллерийского полка                   | Старший лейтенант ВС СССР | 21.02.1945       |                                                  |
|         | Радиловский Семён Ефимович       | командир 4-й батареи 206-го истребительно-противотанкового артиллерийского полка                    | Капитан                   | 31.05.1945       |                                                  |
|         | Уланин Дмитрий Дмитриевич        | наводчик орудия 2-й батареи 1184-го истребительно-противотанкового артиллерийского полка            | Сержант                   | 21.02.1945       |                                                  |

## Награды и наименования
| Награда (наименование)                 | Дата награждения                       | За что получена |
| -------------------------------------- | -------------------------------------- | --- |
| Почётное наименование «Сталинградская» | Приказ НКО от 8 мая 1943 года          | за проявленные в боях с врагом, в ходе Сталинградской битвы, отвагу, стойкость, мужество, высокую дисциплину и героизм личного состава                                           |
| Почётное наименование «Речицкая»       | Приказ ВГК № 43 от 18 ноября 1943 года | в ознаменование одержанной победы соединениям и частям, отличившимся в боях за освобождение города Речица, присвоить наименование «Речицких»                                     |
| Орден Красного Знамени                 | Указ ПВС СССР от 17 августа 1944 года  | за образцовое выполнение боевых заданий командования в боях с немецкими захватчиками в Люблин-Брестской наступательной операции и проявленные при этом доблесть и мужество       |
| Орден Кутузова II степени              | Указ ПВС СССР от 31 октября 1944 года  | за образцовое выполнение боевых заданий командования на фронте борьбы с немецкими захватчиками при освобождении крепости города Прага и проявленные при этом доблесть и мужество |
| Орден Суворова II степени              | Указ ПВС СССР от 28 мая 1945 года      | за образцовое выполнение боевых заданий командования в боях при штурме Берлина                                                                                                   |

Объявлены благодарности Верховного Главнокомандующего маршала Советского Союза И. Сталина (16 раз):
- Приказ от 25.01.43 г. по войскам …Донского фронта… — за участие в двухмесячных наступательных боях с прорывом на широком фронте обороны немецко-фашистских войск и разгромом гитлеровских армий на подступах Сталинграда;
- Приказ от 2.02.43 г. по войскам Донского фронта — за отличные боевые действия с успешным завершением ликвидации окружённых под Сталинградом вражеских войск;
- Приказ от 5.08.43 года № 2 — за отличные наступательные действия по освобождению Орла;
- Приказ от 16.09.43 года № 14 — за участие в боях при форсировании р. Десна и за освобождение города Новгород -Северского;
- Приказ от 2.10.43 г. № 29 — за отличие в боях по освобождению города Новозыбков;
- Приказ от 18.11.43 г. № 43 — за отличие в боях за освобождение города Речица.
- Приказ от 14.01.44 г. № 59 — за отличные боевые действия по освобождению городов Мозырь и Калинковичи;
- Приказ от 20.07.44 № 142 — за участие в боях при прорыве сильно укреплённой обороны немцев западнее Ковеля с выходом к реке Западный Буг, за отличные боевые действия;
- Приказ от 31.07.44 № 158 — за освобождение городов Седлец, Миньск-Мазовецки, Луков;
- Приказ от 14.09.44 № 187 — за овладение крепостью Прага;
- Приказ от 19.01.45 № 233 — за освобождение городов Лодзь, Кутно, Томашув, Гостынен, Ленчица;
- Приказ от 20.03.45 № 304 — за овладение городом Альтдамм;
- Приказ от 23.04.45 № 339 — за участие в боях по прорыву обороны немцев прикрывавшую Берлин с востока и наступлении на Берлин;
- Приказ от 26.04.45 № 342 — за участие в боях по окружению Берлина и овладение городами Науэн, Эльшталь, Рорбек, Марквердт;
- Приказ от 27.04.45 № 347 — за участие в боях по овладению городами Ратенов, Шпандау, Потсдам;
- Приказ от 2.05.45 № 359 — за участие в боях за взятие Берлина[14].

## Подчинение
| Дата                   | Фронт (округ)                             | Армия                          | Корпус                       | Дивизия/бригада                      | Примечание |
| ---------------------- | ----------------------------------------- | ------------------------------ | ---------------------------- | ------------------------------------ | --- |
| 24.04.1942-12.07.1942  | Северо-Кавказский военный округ           | -                              | -                            | -                                    | Формирование бригады |
| 13.07.1942-18.07.1942  | Сталинградский фронт                      | -                              | -                            | -                                    | Передислокация в г. Сталинград |
| 19.07.1942-29.07.1942  | Сталинградский фронт                      | -                              | -                            | -                                    | Передислокация в район Рынок и Дача г. Сталинград — г. Калач |
| 30.07.1942-09.08.1942  | Сталинградский фронт                      | 64-я армия                     | -                            | 112 СД                               | Оборона Бурлацкий, Рычковский -свх. им. Юркина-Абганерово |
| 10.08.1942-20.08.1942  | Юго-Восточный фронт                       | 64-я армия                     | -                            | -                                    | Резерв Командующего 64 А в районе ст. Тингута |
| 21.08.1942- 30.08.1942 | Юго-Восточный фронт                       | 57- я Армия, 64-я армия        | 13- й ТК                     | 133 ТБр, 422 СД                      | Боевые действия против танков в районе выс. 115.8, 98.3, 107.4. Бригаде объявлена благодарность Военного Совета 64 А. Выход бригады в район ст. Гумрак. |
| 31.08.1942-13.09.1942  | Юго-Восточный фронт                       | 62-я армия                     | -                            | 33 СД, 35 СД                         | Сосредотачивается Песчанка, Алексеевка, Воропоново и ведет бои. Вследствие отхода частей 33 СД бригада отошла и заняла оборону — Верх. Ельшанка — Песчанка во взаимодействии с 35 СД. |
| 14.09.1942-30.10.1942  | Юго-Восточный фронт, Сталинградский фронт | 57-я армия                     | -                            | -                                    | Переформирование в районе Красный буксир. Дислоцируется — Ивановка, Червленый, Тундутово 2-мя ОП. |
| 31.10.1942-22.11.1942  | Сталинградский фронт                      | 57-я армия                     | -                            | -                                    | Бригада создает противотанковые узлы обороны Кучерда, выс. 115.6. |
| 23.11.1942-28.11.1942  | Сталинградский фронт                      | 57-я армия                     | -                            | -                                    | Занят рубеж выс. 121.7 Ягодный. Танковая контратака немцев. |
| 29.11.1942-03.12.1942  | Сталинградский фронт                      | 57-я армия, 64-я армия         | -                            | 204 СД                               | Поддерживает огнем наступление на Елхи. |
| 13.12.1942-27.12.1942  | Сталинградский фронт                      | 51-я армия                     | 4-й МК                       | -                                    | Совершает 120 км марш, оборона выс. 146.9 у ст. Громославка — посёлок Верхне-Кумский |
| 27.12.1942-31.12.1942  | Сталинградский фронт                      | 57-я армия                     | -                            | -                                    | Дислоцируется Рубежный. |
| 31.12.1942-11.01.1943  | Сталинградский фронт, Донской фронт       | 57-я армия                     | -                            | 115 УР                               | На рубеже выс. 87.9, 80.9, 85.3, балка Демкин Яр. |
| 12.01.1943-04.02.1943  | Донской фронт                             | 57-я армия                     | -                            | 15 ГВ СД                             | Наступление Старый Рогачек, Песчаный карьер, разъезд Басаргино, ст. Воропоново и на западной окраине г. Сталинград. |
| 05.02.1943-03.05.1943  | Сталинградская группа войск               | -                              | -                            | -                                    | Дислокация на северо-восточной окраине г. Сталинград. |
| 04.05.1943-18.05.1943  | Московский Военный Округ                  | -                              | -                            | -                                    | Передислокация по ж/д в г. Коломна. |
| 19.05.1943-08.07.1943  | Московский Военный Округ                  | -                              | -                            | -                                    | Коломенский Учебный Артиллерийский Лагерь. Переформирование. |
| 09.07.1943-12.07.1943  | Московский Военный Округ                  | -                              | -                            | -                                    | Передислокация по ж/д ст. Голутвино-Ливны-ст. Поныри. |
| 13.07.1943-14.07.1943  | Центральный фронт                         | 13-я армия                     | 15-й СК, 9-й ТК              | -                                    | Сосредотачивается в районе Бузулука южнее г. Малоархангельск. |
| 15.07.1943-25.07.1943  | Центральный фронт                         | 13-я армия                     | 15-й СК, 9-й ТК              | 8 СД, 74 СД, 148 СД                  | Поддерживает огнем наступление частей 15 СК. Ведет бои с танками. |
| 26.07.1943-24.08.1943  | Центральный фронт                         | 48-я армия                     | 42-й СК                      | 137 СД, 170 СД, 73 СД, 399 СД        | Ведет бои с танками и огневыми средствами и пехотой. Участвует в освобождении Кромы. |
| 25.08.1943-30.08.1943  | Центральный фронт                         | 48-я армия                     | 42-й СК                      | 73 СД, 102 СД                        | Поддерживает решительное наступление, уничтожая огневые средства немцев. За успешный прорыв обороны немцев имеет от КА 48 А ряд благодарностей. |
| 01.09.1943-15.09.1943  | Центральный фронт                         | 48-я армия                     | 42-й СК                      | 137 СД, 175 СД                       | Продолжает поддерживать наступление, форсирует р. Десна |
| 16.09.1943-23.09.1943  | Центральный фронт                         | 48-я армия                     | 42-й СК                      | 73 СД, 102 СД, 170 СД                | Занимает прежний боевой порядок. |
| 24.09.1943-06.10.1943  | Центральный фронт                         | 48-я армия                     | 42-й СК                      | 73 СД, 102 СД, 170 СД                | Преследует противника. Участвует в освобождении г. Новозыбков. |
| 07.10.1943-08.10.1943  | Центральный фронт                         | 48-я армия                     | 42-й СК                      | 175 СД, 194 СД, 307 СД, 399 СД       | Преследует противника |
| 09.10.1943-20.10.1943  | Центральный фронт                         | 48-я армия                     | 42 — й СК                    | 102 СД, 303 СД                       | Форсирует р. Сож в районе г. Ветка и д. Жеребная, борьба за переправы у г. Гомель. |
| 21.10.1943-02.11.1943  | Центральный фронт                         | 48-я армия                     | 42-й СК                      | 194 СД, 399 СД                       | Преследует противника. |
| 03.11.1943-15.11.1943  | Центральный фронт                         | 48-я армия                     | 42-й СК                      | 307 СД, 137 СД, 194 СД               | Совершает марш и действует с частями по прорыву обороны противника. |
| 17.11.1943             | Центральный фронт                         | 48-я армия                     | 42-й СК                      | 194 СД                               | Участвует в освобождении г. Речица. |
| 18.11.1943-27.11.1943  | Центральный фронт                         | 48-я армия                     | 42-й СК                      | 399 СД, 170 СД                       | Совершает марш, форсирует р. Березину, ведет бои с противником. |
| 28.11.1943             | Центральный фронт                         | 48-я армия                     | 42-й СК, 1-й ГВ ТК           | 175 СД, 73 СД                        | Боевых порядков не меняла. |
| 29.11.1943-10.12.1943  | Центральный фронт                         | 48-я армия                     | 42-й СК                      | 73 СД, 137 СД, 102 СД                | Ведет позиционные бои. |
| 11.12.1943-21.12.1943  | Центральный фронт                         | 48-я армия                     | -                            | -                                    | Подготовка к наступлению, бой за ж/д Жлобин-Калинковичи |
| 22.12.1943             | Центральный фронт                         | -                              | -                            | -                                    | Резерв Командующего Артиллерией БФ. |
| 23.12.1943             | Центральный фронт                         | 65-я армия                     | -                            | -                                    | Переподчинение 65 А. Подвижный ПТ резерв армии. |
| 24.12.1943-29.12.1943  | Центральный фронт                         | 65-я армия                     | 1-й ГВ ТК                    | 44 ГВ СД, 17 ГВ ТБр                  | В обороне. Наступление противника остановлено. |
| 30.12.1943-05.01.1944  | Центральный фронт                         | 65-я армия                     | 1-й ГВ ТК                    | -                                    | Боевых порядков не меняла. |
| 06.01.1944-09.01.1944  | Центральный фронт                         | 65-я армия                     | 27-й ск, 1-й гв. тк          | 15-я гв. тбр                         | Совершает марш, меняет боевые порядки, Сопровождает 15 ТБр. |
| 10.01.1944-13.01.1944  | Центральный фронт                         | 65-я армия                     | 1-й ГВ ТК                    | 1 ГВ МСБр, 15 ГВ ТБр                 | Наступление и прорыв обороны противника, противотанковая борьба. |
| 14.01.1944-21.01.1944  | Центральный фронт                         | 65-я армия                     | 1-й ГВ ТК, 27-й СК, 105-й СК | 15 ГВ ТБр, 354 СД, 253 СД            | Участвует в освобождении г. Калинковичи. Совершает марш. Отбивает крупную контратаку противника. |
| 22.01.1944-09.02.1944  | Центральный фронт                         | 65-я армия                     | 121-й СК, 27-й СК, 105-й СК  | 218 СД, 60 СД, 132 СД                | Подвижный ПТ резерв корпуса. Отражает контратаки противника, боевых порядков не меняет. |
| 10.02.1944-13.02.1944  | Центральный фронт                         | 65-я армия                     | 105-й СК                     | -                                    | Подвижный ПТ резерв корпуса. |
| 14.02.1944- 19.03.1944 | 1-й Белорусский фронт                     | 65-я армия                     | -                            | -                                    | Выводится из боевых действий на формировку. |
| 20.03.1944-04.04.1944  | 1-й Белорусский фронт                     | 10-я армия                     | 38-й СК, 70-й СК             | 385 СД, 49 СД                        | Наступает, отражает контратаки противника. |
| 05.04.1944-09.04.1944  | 1-й Белорусский фронт                     | -                              | -                            | -                                    | Подвижный ПТ резерв фронта. Подготовка к совершению 700 км марша. |
| 09.04.1944-14.04.1944  | 1-й Белорусский фронт                     | 47-я армия                     | -                            | -                                    | Марщ Ново-Белица-Чернигов-Киев-Житомир-Ровно-Луцк. Сосредоточилась в Голобы. |
| 14.04.1944-27.04.1944  | 1-й Белорусский фронт                     | 47-я армия                     | -                            | -                                    | Подвижный ПТ резерв армии. |
| 27.04.1944-28.04.1944  | 1-й Белорусский фронт                     | 47-я армия                     | 125-й СК                     | 712 СД                               | Занимает ПТ оборону, противник наступает и теснит нашу пехоту. Бригада наступление останавливает, не давая противнику переправиться через р. Турья. |
| 29.04.1944-05.07.1944  | 1-й Белорусский фронт                     | 47-я армия                     | 125-й СК, 129-й СК           | 132 СД                               | Боевых порядков не меняла. Создает три противотанковых опорных пункта. |
| 06.07.1944-07.07.1944  | 1-й Белорусский фронт                     | 47-я армия                     | 129-й СК                     | 328 СД                               | Подвижный ПТ резерв армии. Участвует в освобождении г. Ковель, форсирование р. Турья. |
| 08.07.1944-16.07.1944  | 1-й Белорусский фронт                     | 47-я армия                     | 129-й СК                     | 328 СД                               | Меняет позиционный район и оборудует три ПТОПа. Участвует в артиллерийской подготовке к наступлению. |
| 17.07.1944-07.08.1944  | 1-й Белорусский фронт                     | 47-я армия                     | 77-й СК, 129-й СК, 2-й ГВ КК | 143 СД, 328 СД, 3, 4 ГВ КД, 17 ГВ КД | Входит в прорыв, форсирует р. Западный Буг. Вступает на территорию Польши. Наступает двумя колоннами. Участвует в освобождении г. Мендзыжец, г. Седлец. Прошла с боями 300 км. |
| 08.08.1944             | 1-й Белорусский фронт                     | 47-я армия                     | -                            | -                                    | Подвижный ПТ резерв армии. |
| 09.08.1944-15.08.1944  | 1-й Белорусский фронт                     | 47-я армия                     | 77-й СК                      | 185 СД, 143 СД                       | Боевых порядков не меняла. |
| 16.08.1944-22.08.1944  | 1-й Белорусский фронт                     | 47-я армия                     | 129-й СК                     | 132 СД                               | Меняет позиционный район, участвует в артиллерийском наступлении. |
| 23.08.1944-25.08.1944  | 1-й Белорусский фронт                     | 47-я армия                     | 77-й СК                      | 60 СД, 185 СД                        | Участвует в артиллерийском наступлении, противник контратакует танками. |
| 26.08.1944-08.09.1944  | 1-й Белорусский фронт                     | 47-я армия                     | -                            | -                                    | Подвижный ПТ резерв армии двумя полками. |
| 09.09.1944-16.09.1944  | 1-й Белорусский фронт                     | 47-я армия                     | 125-й СК                     | 175 СД, 176 СД                       | Подвижный ПТ резерв корпуса. Артиллерийское наступление, сопровождает пехоту огнем и колесами в предместьях г. Варшава — г. Прага. |
| 17.09.1944-19.09.1944  | 1-й Белорусский фронт                     | 47-я армия                     | 77-й СК                      | 185 СД, 58 ТБр, 234 СД               | Артиллерийское наступление, сопровождает пехоту огневым валом. Отражает контратаки противника |
| 20.09.1944-03.10.1944  | 1-й Белорусский фронт                     | 47-я армия                     | -                            | -                                    | Подвижный ПТ резерв армии. |
| 04.10.1944-10.10.1944  | 1-й Белорусский фронт                     | 65-я армия                     | 105-й СК                     | -                                    | Совершает марш в Пнево. Занимает ОП не плац дарме на западном берегу р. Нарев. Отражает крупные атаки танков. |
| 11.10.1944-12.10.1944  | 1-й Белорусский фронт                     | 65-я армия                     | -                            | -                                    | Подвижный ПТ резерв армии. |
| 13.10.1944-15.10.1944  | 1-й Белорусский фронт                     | 65-я армия                     | -                            | 193 СД, 44 СД                        | Подвижный ПТ резерв корпуса. Артиллерийская подготовка, пехота наступает. |
| 16.10.1944-17.10.1944  | 1-й Белорусский фронт                     | 65-я армия                     | -                            | -                                    | Жесткая оборона. |
| 18.10.1944-22.10.1994  | 1-й Белорусский фронт                     | 65-я армия                     | 8-й ГВ ТК                    | 28 ГВ МСБр                           | Вошла в прорыв двумя полками. 206 иптап — ПТ резерв корпуса. Освобожден г. Сероцк. Отражает контратаки противника. |
| 23.10.1944-27.10.1944  | 1-й Белорусский фронт                     | 65-я армия                     | 46-й СК                      | -                                    | Занимает ПТ позиционный район. Подвижный ПТ резерв корпуса. Ведет позиционные бои. |
| 28.10.1944-12.11.1944  | 1-й Белорусский фронт                     | 65-я армия                     | 47-й СК                      | -                                    | Подвижный ПТ резерв корпуса. Занимает ПТ оборону. |
| 13.11.1944-02.01.1945  | 1-й Белорусский фронт                     | -                              | -                            | -                                    | Подвижный ПТ резерв фронта. Совершает марш в район дислокации. |
| 03.01.1945-13.01.1945  | 1-й Белорусский фронт                     | 33-я армия                     | 16-й СК                      | 283 СД                               | Подвижный ПТ резерв армии. Совершает марш в район дислокации. Подготовка к артиллерийскому наступлению. |
| 14.01.1945-03.02.1945  | 1-й Белорусский фронт                     | 33-я армия                     | 16-й СК                      | -                                    | Подготовка к артиллерийскому насту плению. Вошла в прорыв, как подвижный ПТ резерв армии. Бои с отступающим противником. |
| 04.02.1945-16.02.1945  | 1-й Белорусский фронт                     | 33-я армия                     | 16-й СК, 38-й СК             | 339 СД, 323 СД                       | Подвижный ПТ резерв армии. Стремительное наступление с выходом к р .Одер, в районе Рампитц форсировала и захватила плацдарм на западном берегу р. Одер. 38 иптап взаимодействует с 38 СК |
| 17.02.1945-19.02.1945  | 1-й Белорусский фронт                     | 33-я армия                     | 62-й СК, 16-й СК             | 362 СД, 383 СД, 339 СД               | Поддерживает 38 иптап, поддерживает 1184 иптап, поддерживает 206 иптап. Бои у г. Фюрстенберг. |
| 20.02.1945-24.02.1945  | 1-й Белорусский фронт                     | 47-я армия                     | -                            | -                                    | Совершает марш. Подвижный ПТ резерв фронта. Ведет артиллерийскую подготовку при взятии г. Пиритц. |
| 25.02.1945-02.03.1945  | 1-й Белорусский фронт                     | 47-я армия                     | 129-й СК, 77-й СК            | 143 СД, 132 СД, 328 СД               | Артиллерийское наступление. |
| 03.03.1945-10.03.1945  | 1-й Белорусский фронт                     | 47-я армия                     | 77-й СК, 125-й СК, 129-й СК  | 328 СД, 60 СД, 82 СД                 | Подвижный ПТ резерва армии. Контрбатарейная борьба, сопровождение пехоты огнем и колесами. 1184 иптап участвует в артиллерийской подготовке и сопровождении пехоты огневым валом для ликвидации плацдарма противника на восточном берегу р. Одер. |
| 11.03.1945-21.03.1945  | 1-й Белорусский фронт                     | 47-я армия                     | -                            | -                                    | Подвижный ПТ резерв армии. Меняет боевые порядки, ведет позиционные бои. Взят г. Грайфенхаген. |
| 22.03.1945-27.03.1945  | 1-й Белорусский фронт                     | 47-я армия                     | 129-й СК                     | 82 СД                                | Участвует в артиллерийском наступлении по ликвидации плацдарма противника на восточном берегу р. Одер. 206 иптап ПТ резерв армии. |
| 28.03.1945-10.04.1945  | 1-й Белорусский фронт                     | 47-я армия                     | -                            | -                                    | Противник с плацдарма сброшен. Меняет позиционный район. Подвижный ПТ резерв армии. Готовится к маршу на плацдарм 5 УА . |
| 11.04.1945-12.04.1945  | 1-й Белорусский фронт                     | 5-я ударная армия              | 9-й СК                       | 301 СД                               | Совершает марш в район ОП Горгаст. Входит в состав дивизионной артиллерийской группы |
| 13.04.1945-15.04.1945  | 1-й Белорусский фронт                     | 5-я ударная армия              | -                            | -                                    | Входит в состав корпусной артиллерийской группы. Участвует в разведке боем и артиллерийском наступлении. |
| 16.04.1945-03.05.1945  | 1-й Белорусский фронт                     | 2-я гвардейская танковая армия | 9-й гв. тк                   | 50 гв. тбр, 65 гв. тбр, 33 гв. мсбр  | Полки приданы бригадам для артиллерийского обеспечения и прорыва корпусом. Форсирование р. Фриландерштром, р. Альте Одер. Сопровождает огнем и колесами наступление корпуса. 206 иптап подвижный ПТ резерв корпуса и вошел в огневую группу 33 МСБр. Форсирование каналов: Гогенцоллерн, Закров Паретцер. Захвачены г. Бернау, Хеннигсдорф, Науэн, Потсдам, с форсированием р. Хафель и озера Юнгфернзе, бои в г. Берлин — Шпандау парк Тиргартен, Военно-морское училище, с форсированием р. Шпрее. |